# Mitch Kolkman
Mitch Kolkman (19 september 2002) is een Nederlands triatleet geboren in Haarlem, Nederland. In 2021 verhuisde de triatleet naar het nationaal trainingscentrum (NTC), gevestigd op Watersley in Sittard.
Tijdens de World Triathlon Mixed Relay Olympic Qualification Event Huatulco (2e) en World Triathlon Cup Huatulco (9e) te Mexico verzekerde de Haarlemmer het Nederlandse triathlon team van een startbewijs op de Olympische Zomerspelen van Parijs in 2024. 
De opvolgende zomer behaalde op de individuele triatlon een 26e plaats en tijdens de gemengde estafette als 10e, waar hij als eerste voor Nederland van start ging. Gedurende de Spelen in Parijs was Kolkman de jongst deelnemende atleet, uitkomend op de triathlon.